# Фаваро (Бјела)
Фаваро је насеље у Италији у округу Бијела, региону Пијемонт.
Према процени из 2011. у насељу је живело 470 становника. Насеље се налази на надморској висини од 769 м.